# Phintella versicolor
Phintella versicolor là một loài nhện trong họ Salticidae.
Loài này thuộc chi Phintella. Phintella versicolor được Carl Ludwig Koch miêu tả năm 1846.

## Hình ảnh